# Capnia confusa
Capnia confusa is een steenvlieg uit de familie Capniidae. De wetenschappelijke naam van de soort is voor het eerst geldig gepubliceerd in 1936 door Claassen.